# Trévières
Trévières – miejscowość i gmina we Francji, w regionie Normandia, w departamencie Calvados.
Według danych na rok 1990 gminę zamieszkiwało 889 osób, a gęstość zaludnienia wynosiła 76 osób/km² (wśród 1815 gmin Dolnej Normandii Trévières plasuje się na 253. miejscu pod względem liczby ludności, natomiast pod względem powierzchni na miejscu 403.).